# Cementerio de la Croix-Rousse
El cementerio de la Croix-Rousse (en español Cruz Roja) es un cementerio en Lyon.
Fue creado en 1823 según los planes del arquitecto Antoine Marie Chenavard. Las tierras utilizadas para la construcción del cementerio fueron cedidas a la Croix-Rousse por la comuna de Caluire-et-Cuire, a propuesta del prefecto del Ródano. Esto exigió un cambio en la frontera entre los dos municipios, en la actual calle del Bois de la Caille.
El cementerio es ahora propiedad de la ciudad de Lyon desde 1852, cuando se conecta a la Croix-Rousse.
Se agregó una segunda parte, que ahora se llama el nuevo cementerio.
En 1990, los dos cementerios contaban con más de 40.000 tumbas.

## Tumbas de personalidades célebres
- Tony Garnier, arquitecto
- Pierre Dupont , cantante
- Joséphin Soulary, poeta
- Louis Carrand, pintor
- Claude-Désiré Barodet, alcalde de Lyon
- Louis Jenssen, cantante lírico
- Irène Tunc, actriz
- Georges Salendre, escultor
- El commandante Arnaud, canut